# Alice Kinsella
Alice Nicole Kinsella, född 13 mars 2001, är en brittisk gymnast.
Kinsella var en del av Storbritanniens lag som tog brons i lagmångkamp vid olympiska sommarspelen 2020 i Tokyo.